# Certima gorgythionata
Certima gorgythionata là một loài bướm đêm trong họ Geometridae.